# Počerenský dub
Počerenský dub je památný strom, dub letní (Quercus robur) ve vesnici Počerny, části města Karlovy Vary. Roste v mírném svahu na travnaté proluce na návsi v Počernech, po levé straně silnice z Chodova do Karlových Varů v Karlovarském kraji. Esteticky působivý solitérní strom zkrášluje urbanisticky nevlídné prostředí vesnice. Strom je v dobrém zdravotním stavu, obvod rovného kmene měří 405 cm. Bohatá, doširoka rozevřená koruna s mnoha dlouhými větvemi dosahuje do výšky 21 m (měření 2014).
Za památný byl vyhlášen v roce 2001 jako významný krajinný prvek, esteticky zajímavý strom významný vzrůstem a stářím. 

## Stromy v okolí
- Majvalův dub
- Dub U Vorlů
- Jenišovský dub
- Tuhnické lípy
- Dub u Nešporů
- Žalman
- Mezirolská lípa